# Kneiff
Kneiff è una collina situata nel comune di Troisvierges, nel Lussemburgo settentrionale, a circa 300 metri dal confine con il Belgio.
Grazie alla sua altitudine di 560,13 metri s.l.m. è il punto più elevato del Lussemburgo, 1,78 m più elevato della collina di Buurgplaatz (558,35 m.s.l,m.), che fu ufficialmente considerata il punto più elevato fino al 1997: grazie alle nuove misurazioni effettuate tra il 1994 e 1997 con le moderne tecniche (incluso il sistema GPS), l'amministrazione del catasto e della topografia del Lussemburgo ha localizzato e formalizzato i dati esatti nei sistemi geodetici nazionali.
È possibile raggiungere la sommità della collina in auto: da nord, sulla strada statale 7 tra Wemperhardt e Knauf, una strada sterrata conduce verso sud alla cima dopo circa 150 metri. Da sud-ovest, a metà strada tra Wilwerdange e Wemperhardt, una strada lascia la statale 12 e si dirama verso nord, poi una strada in gran parte asfaltata svolta a destra per raggiungere la stessa cima. La sommità stessa è segnalata da una base di cemento che porta il suo nome, direttamente sul ciglio della strada.